# Natació als Jocs Olímpics d'Estiu de 1924 - 200 metres braça femenins
Els 200 metres braça femenins va ser una de les onze proves de natació que es disputaren als Jocs Olímpics de París de 1924. Aquesta era la primera vegada que es disputava aquesta prova en uns Jocs. La competició es disputà el 16 i el 18 de juliol de 1924. Hi van prendre part 15 nedadores procedents de 8 països.

## Medallistes
| Or                | Plata                | Bronze              |
| Lucy Morton (GBR) | Agnes Geraghty (USA) | Gladys Carson (GBR) |

## Rècords
Aquests eren els rècords del món i olímpic que hi havia abans de la celebració dels Jocs Olímpics de 1924.
| Rècord del Món | 3:20.4 | Irene Gilbert | Rotherham (GBR) | 18 de juny 1923 |
| Rècord Olímpic | -      |               |                 |                 |

En la primera sèrie Agnes Geraghty establí el primer rècord olímpic per aquesta prova amb un temps de 3:27.6 minuts.

## Resultats

### Semifinals
Les dues nedadores més ràpides de cada semifinal i la millor tercera passaren a la final.
Semifinal 1
| Pos. | Nedadora               | Temps    | Qual. |
| ---- | ---------------------- | -------- | ----- |
| 1    | Agnes Geraghty (USA)   | 3:27.6   | QF OR |
| 2    | Irene Gilbert (GBR)    | 3:32.8   | QF    |
| 3    | Wivan Pettersson (SWE) | 3:37.0   | qf    |
| 4    | Odette Monard (FRA)    | 3:48.4   |       |
| —    | Mietje Baron (NED)     | (3:22.6) | DSQ   |

Semifinal 2
| Pos. | Nedadora              | Temps  | Qual. |
| ---- | --------------------- | ------ | ----- |
| 1    | Lucy Morton (GBR)     | 3:29.4 | QF    |
| 2    | Laure Koster (LUX)    | 3:35.0 | QF    |
| 3    | Eleanor Coleman (USA) | 3:39.2 |       |
| 4    | Ella Molnár (HUN)     | 3:39.8 |       |
| 5    | Alice Stoffel (FRA)   | 3:48.0 |       |

Semifinal 3
| Pos. | Nedadora                    | Temps  | Qual. |
| ---- | --------------------------- | ------ | ----- |
| 1    | Gladys Carson (GBR)         | 3:30.0 | QF    |
| 2    | Hjördis Töpel (SWE)         | 3:39.0 | QF    |
| 3    | Matilda Scheurich (USA)     | 3:41.2 |       |
| 4    | Běla Drážková (TCH)         | 3:43.0 |       |
| 5    | Sophie Kieffert-Porte (FRA) | 3:43.6 |       |

### Final
| Pos. | Nedadora               | Temps  |
| ---- | ---------------------- | ------ |
| 1    | Lucy Morton (GBR)      | 3:33.2 |
| 2    | Agnes Geraghty (USA)   | 3:34.0 |
| 3    | Gladys Carson (GBR)    | 3:35.4 |
| 4    | Wivan Pettersson (SWE) | 3:37.6 |
| 5    | Irene Gilbert (GBR)    | 3:38.0 |
| 6    | Laury Koster (LUX)     | 3:39.2 |
| 7    | Hjördis Töpel (SWE)    | 3:47.6 |